# En Søns Kærlighed
En Søns Kærlighed er en dansk stumfilm fra 1916, der er instrueret af Hjalmar Davidsen efter manuskript af Emmy Drachmann.

## Handling
Denne artikel mangler et handlingsreferat. Hjælp os med at skrive det.

## Medvirkende
- Augusta Blad - Enkefru Mathilde Hildorf
- Arne Weel - Kaj, enkefruens søn
- Anton de Verdier - Grev von Warberg
- Axel Broe - Godsejer Jerichau
- Bent Bereny - Poul, godsejerens søn
- Johannes Ring - Rektor Brinch
- Maja Bjerre-Lind
- Stella Lind